# Dr. Matt Destruction
Dr. Matt Destruction, född Björn Mattias Bernvall den 18 mars 1978 i Fagersta, är en svensk musiker, känd som basist i rockgruppen The Hives.  Han använder sig ofta av en Fender Sting Precision Bass som inte längre tillverkas. Även kallad "Doctor Destruction". Tidigare i karriären kallades han "Curly Sue".
Sedan 2014 turnerar han inte längre med The Hives.

### Fotnoter
1. ↑  ”Dr. Matt Destruction”. Svensk filmdatabas. http://www.sfi.se/sv/svensk-filmdatabas/Item/?type=PERSON&itemid=365012&ref=%2ftemplates%2fSwedishFilmSearchResult.aspx%3fid%3d1225%26epslanguage%3dsv%26searchword%3dbernvall%26type%3dPerson%26match%3dBegin%26page%3d1%26prom%3dFalse. Läst 12 maj 2012.